# Saint-Privat-des-Vieux
Saint-Privat-des-Vieux ist eine französische Gemeinde mit 5592 Einwohnern (Stand: 1. Januar 2022) im Département Gard in der Region Okzitanien. Die Gemeinde gehört zum Arrondissement Alès und ist Teil des Kantons Alès-2.

## Geographie
Saint-Privat-des-Vieux liegt am Ufer des Flusses Avène in den Cevennen und ist eine banlieue im Nordosten von Alès. Umgeben wird Saint-Privat-des-Vieux von den Nachbargemeinden Rousson im Norden, Salindres im Osten und Nordosten, Mons im Osten, Méjannes-lès-Alès im Süden und Südosten, Saint-Hilaire-de-Brethmas im Süden und Südwesten, Alès im Westen sowie Saint-Martin-de-Valgalgues und Saint-Julien-les-Rosiers im Nordwesten.

## Bevölkerungsentwicklung
| Jahr      | 1962 | 1968 | 1975 | 1982 | 1990 | 1999 | 2006 | 2011 |
| --------- | ---- | ---- | ---- | ---- | ---- | ---- | ---- | ---- |
| Einwohner | 1651 | 2020 | 2608 | 3345 | 3892 | 4064 | 4314 | 4737 |

## Sehenswürdigkeiten
- Kirche Saint-Privat, 1702 erbaut; bereits 1211 und 1314 wurde die Kirche unter diesem Patrozinium erwähnt
- Mahnmal der Kriegstoten des Ersten Weltkrieges